# Julius von Griesinger (Diplomat)
Julius Adolf Freiherr von Griesinger (* 25. August 1863 in Stuttgart; † 1939 in Freiburg im Breisgau) war ein deutscher Diplomat.

## Leben
Griesinger war der Sohn des Verwaltungsjuristen, Chef des Zivilkabinetts des Königreichs Württemberg und Vorsitzende des Schwäbischen Schillervereins Julius Albert Griesinger, dem 1871 das untitulierte Adelsprädikat „von“ sowie 1893 das titulierte Adelsprädikat Freiherr verliehen wurde, sowie dessen Ehefrau Pauline Autenrieth. Er selbst trat in den auswärtigen Dienst des Deutschen Kaiserreichs ein und stieg zum Expeditor und Geheimen Legationssekretär sowie 1908 zum Wirklichen Legationsrat sowie Vortragenden Rat in der Politischen Abteilung im Auswärtigen Amt auf.
Als Nachfolger von Franz von Reichenau, der wiederum Gesandter in Schweden wurde, wurde von Griesinger, der auch Mitglied des Kaiserlicher Automobil-Club (KAC) war, 1911 außerordentlicher Gesandter und bevollmächtigter Minister in Serbien. Auf diesem Posten verblieb er bis zum Beginn des Ersten Weltkrieges im August 1914. Nach der Besetzung des Fürstentums Albanien durch das Königreich Serbien im Oktober 1913 hatte Österreich-Ungarn das Königreich Italien und das Deutsche Kaiserreich aufgefordert, sich an dessen Protestnote zu beteiligen. Der italienische Gesandte in Belgrad erhielt jedoch keine entsprechenden Befugnisse und konnte sie nicht unterstützen. Von Griesinger hatte die Weisung erhalten, sich nur einem gemeinsamen Schritt der Dreibund-Vertreter anzuschließen. Angesichts der italienischen Verweigerung musste er hilflos in der Zentrale des Auswärtigen Amtes in Berlin nach neuen Instruktionen fragen und konnte die österreichische Demarche nicht mittragen. Ende 1913 hatte er dem österreichischen Botschafter in Serbien Stephan Ugron in aller Vorsicht nochmals die deutsche Reserve gegenüber der unversöhnlichen österreichischen Serbienpolitik klargestellt, als er ihn fragte, ob Wien „überhaupt künftighin eine schärfere Tonart Serbien gegenüber anschlagen wolle, da er befürchtet, dass in diesem Falle die deutsche Reichsregierung nicht wird unter allen Umständen mithalten wollen und können“.
Über seine dortigen Erlebnisse verfasste er den Aufsatz Die kritischen Tage in Serbien, der 1930 in Die Kriegsschuldfrage: Berliner Monatshefte erschien.
In erster Ehe war Griesinger mit Ilona Offermann verheiratet, in zweiter Ehe seit April 1905 mit Louise Malwine Karoline Sophie Grübl, einer Tochter des Wiener Bürgermeisters Raimund Grübl, die allerdings am 24. April 1909 im Alter von 25 Jahren verstarb.

## Schriften (Auswahl)
- Die kritischen Tage in Serbien. In: Die Kriegsschuldfrage: Berliner Monatshefte. September 1930, S. 840.